# Гребляк штриховатый
Гребляк штриховатый (лат. Sigara striata) — вид клопов из семейства гребляков. Распространён в Европе, кроме крайнего запада и юга, и Азии.

## Описание
Длина тела 6,5—8 мм. Sigara striata и Sigara dorsalis морфологически очень схожи друг с другом.

### Голос
Самцы обоих видов — Sigara striata и Sigara dorsalis, издают акустические сигналы, которые позволяют им найти свою партнёршу. Самцы издают два структурно отличающихся сигнала — скрипящий и ломаный сигналы. Половозрелые, готовые к выведению потомства самки резче реагируют на второй. Соответствующие сигналы двух видов отличаются во многих деталях, песня имеет огромное сходство.

## Экология
Взрослые клопы хищничают, охотясь на водных беспозвоночных, таких, как личинки комаров. Обитают в проточных и стоячих водоёмах среди камыша в речках, прудах др. Личинки — минёры.

## Систематика
Английский зоолог и морской биолог Лич в 1817 году из-за сильного сходства между собой объединил Sigara striata и Sigara dorsalis в один вид — Sigara striata, а Sigara dorsalis стал синонимом. Таким образом оба вида классифицировались до 1954 года, когда Макан детально описал различия между насекомыми двух видов.

## Галерея

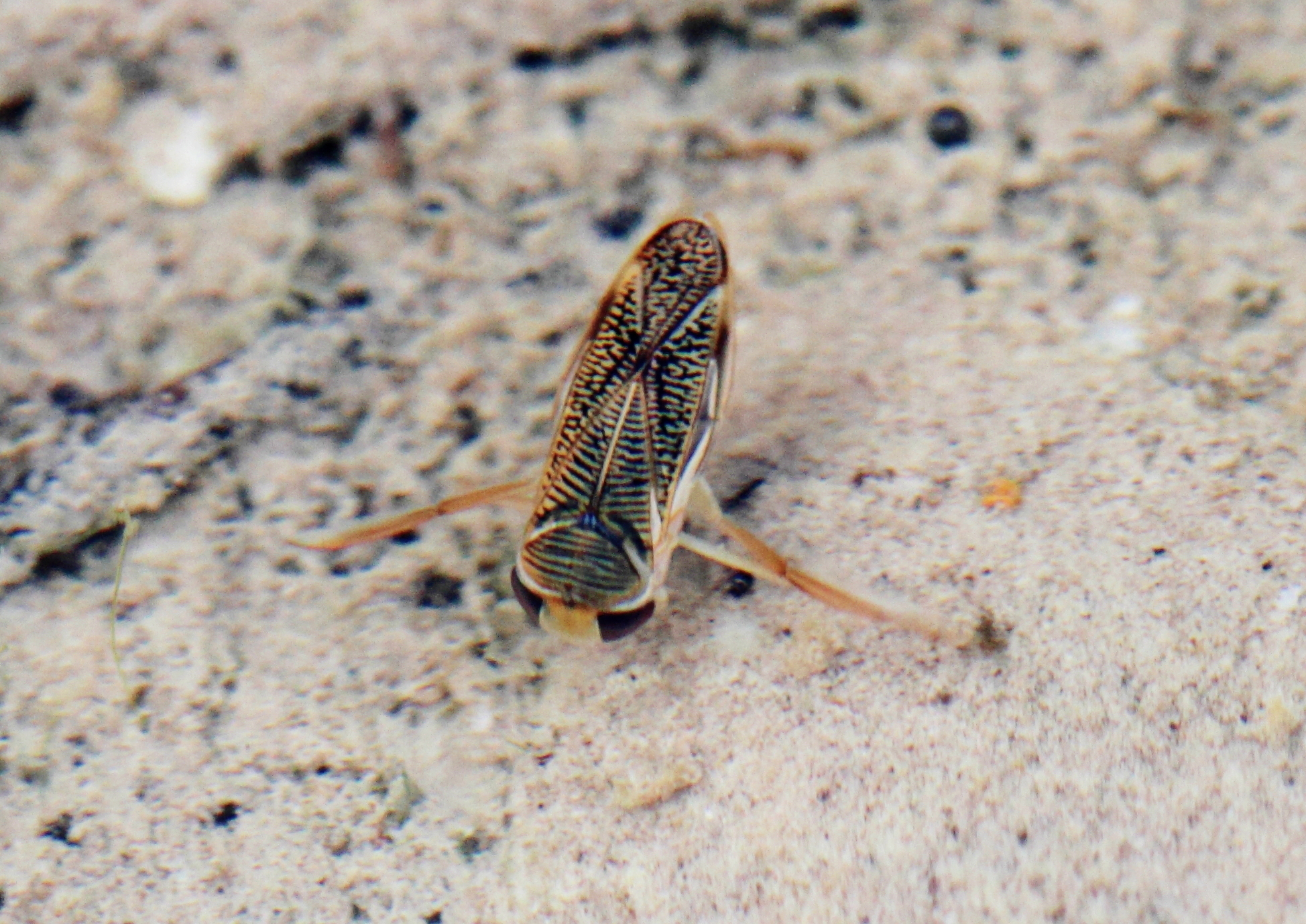
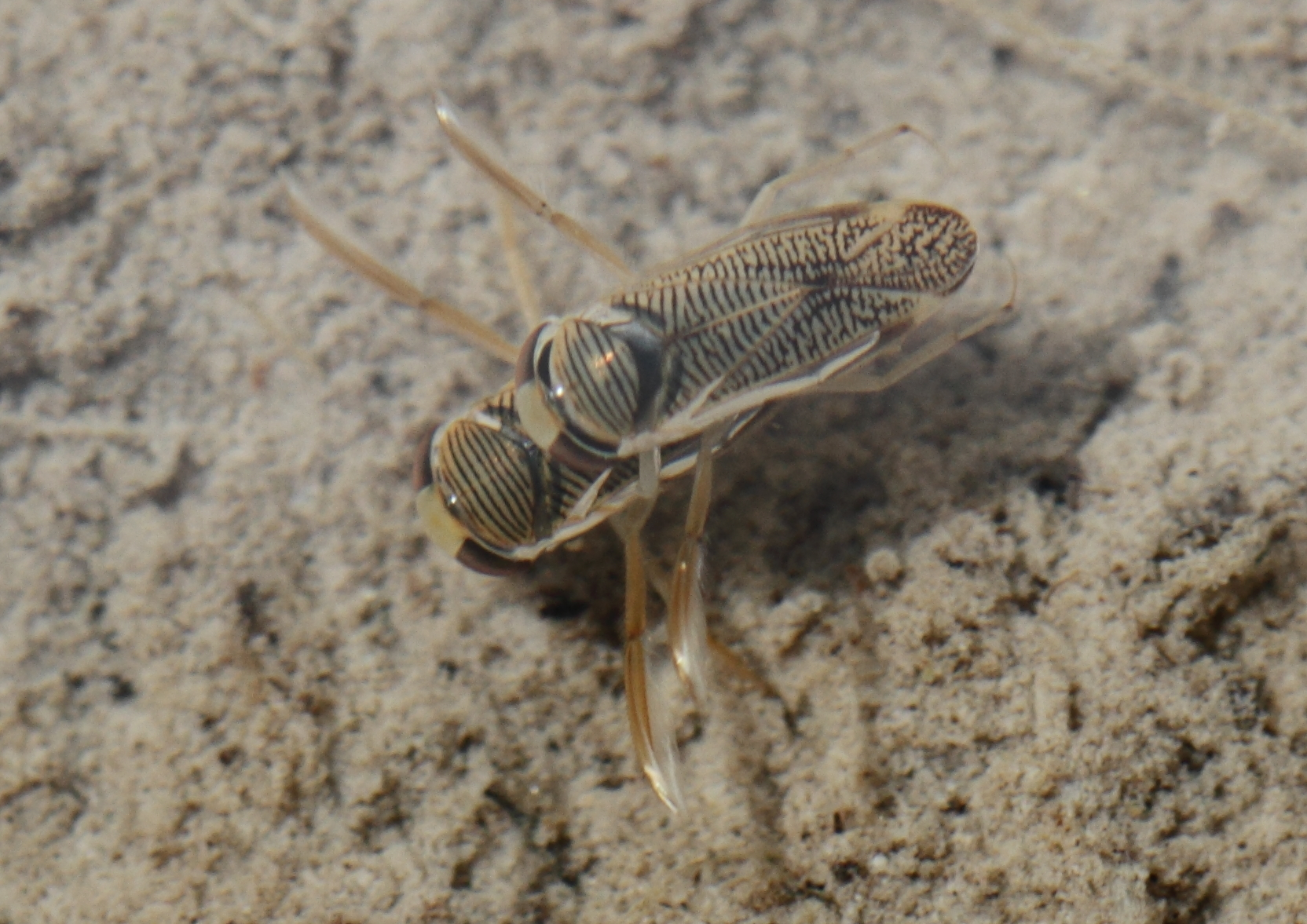